# Vittoria Palombini
Vittoria Palombini (née en 1903 et morte en 1968 à Milan) est une chanteuse lyrique italienne, contralto ou mezzo-soprano.

## Biographie
Vittoria Palombini débute sur scène en 1928. De 1933 à 1963, elle fait partie de la troupe de la Scala.